# Liste des maires de Lormes
Cet article dresse une liste par ordre de mandat des maires de Lormes.

## Liste des maires
- Les échevins connus sont : François Delagrange en 1620 ; Noble Charles Figeat en 1660 ; Thomas Figeat, avocat au parlement, procureur fiscal de Lormes, Château-Chinon, échevin et marguillier en 1669 ; P. Bussy en 1670 ; Raoul Grosjean en 1673 ; Bezave, Dublé de Loiselot, Jean Joly, Andoche Dublé du Boulois en 1770 ; Étienne Flandin en 1771 ; Simon Tardy, Camuzat, en 1779 ; Hugues-Clément Marion de Commercy, en 1784. Cette charge étant devenus vénale, fut acquise par Pierre-Jean-Baptiste Houdaille qui se disaient en 1785 échevin titulaire et perpétuel. Pierre Noël Joly acquit également du roi la charge de maire et s'intitulait en 1788 Conseiller du roi, maire titulaire et perpétuel de la ville et comté de Lormes. L'administration se composait alors d'un maire, d'un échevin, de quatre adjoints ou conseillers, d'un secrétaire-greffier. Guillaume-Marie Sallonnyer de Boux, est maire en 1792.

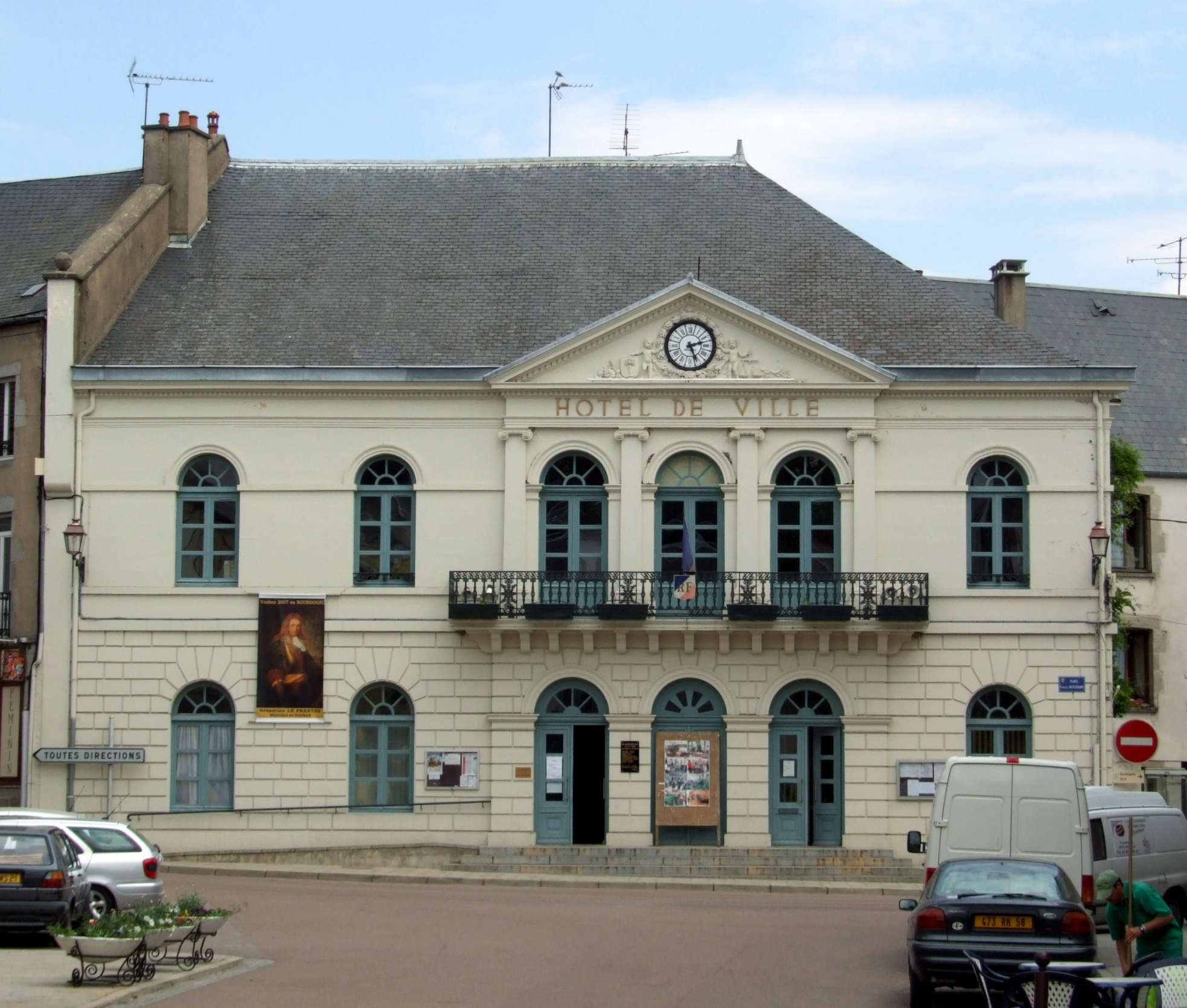
Hôtel de ville
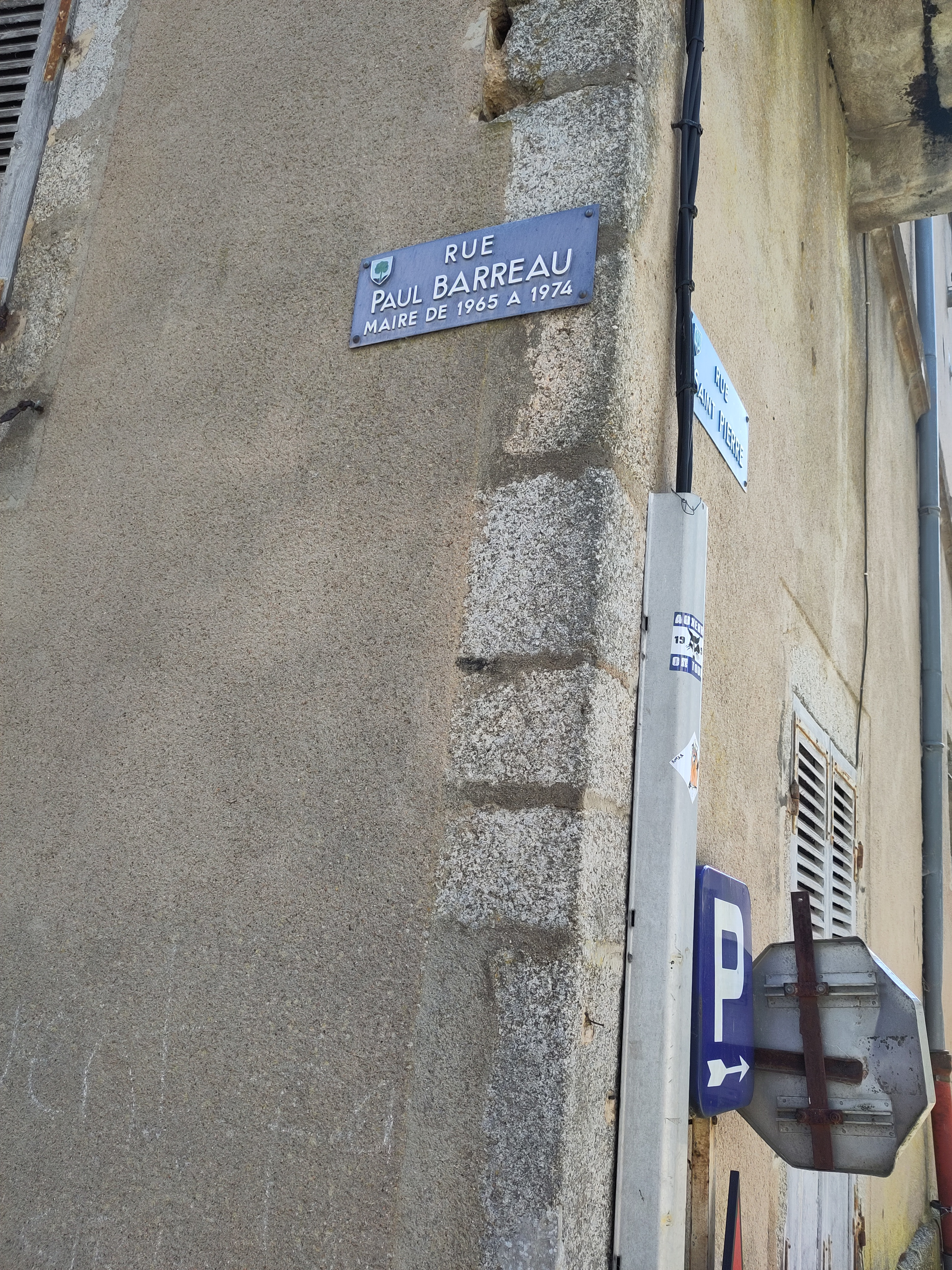
Rue Paul Barreau, ancien Maire
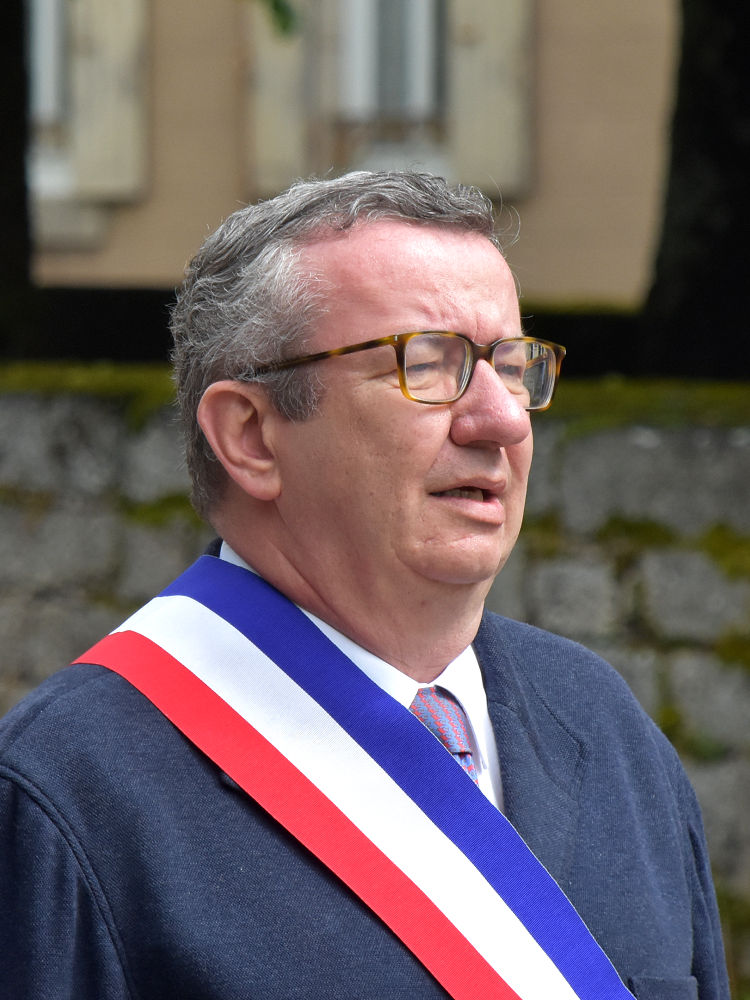
Christian Paul, Maire

| Période | Période  | Identité                           | Étiquette | Qualité |
| ------- | -------- | ---------------------------------- | --------- | --- |
| 1793    |          | Philibert Sallonyer                |           | |
| 1793    | 1794     | Pierre Houdaille                   |           | |
| 1794    | 1799     | Nicolas Heulhard-Dufery            |           | |
| 1800    |          | Dominique Gudin                    |           | à titre provisoire |
| 1800    | 1815     | Pierre Houdaille                   |           | |
| 1815    | 1816     | Pierre Baumier                     |           | |
| 1816    | 1832     | Philippe Borne de Grandpré         |           | |
| 1832    | 1846     | Nicolas Baudot                     |           | |
| 1846    | 1848     | Philippe Balivet                   |           | |
| 1848    | 1852     | Jean-Pierre Lobbé                  |           | |
| 1852    | 1858     | Jean-François Heulhard de Montigny |           | |
| 1858    | 1860     | Léonce Robert                      |           | |
| 1860    | 1861     | Jean-Pierre Guiétaud               |           | |
| 1861    | 1870     | Edmé Tardy                         |           | Notaire |
| 1870    | 1871     | Ferdinand Wagnien                  |           | |
| 1871    | 1877     | Edmé Tardy                         |           | Notaire |
| 1878    | 1894     | Albert Tardy                       |           | Notaire Vice-président du conseil général de la Nièvre |
| 1894    | 1895     | Auguste Grandioux                  |           | |
| 1895    | 1896     | Albert Tardy                       |           | Notaire Vice-président du conseil général de la Nièvre |
| 1896    | 1900     | Auguste Grandioux                  |           | |
| 1900    | 1901     | Léopold Focard                     |           | Pharmacien |
| 1901    | 1911     | Pierre Renault                     |           | Notaire |
| 1911    | 1925     | Pierre Grandioux                   |           | |
| 1925    | 1935     | Léopold Bellocq                    | PRRRS     | Notaire Député (1928-1932) |
| 1935    | 1936     | Pierre Grandioux                   |           | |
| 1937    | 1945     | Gaspard Gueugniaud                 |           | |
| 1945    | 1953     | Adrien Silvain                     |           | |
| 1953    | 1958     | Gaspard Gueugniaud                 |           | |
| 1958    |          | Robert Collin                      |           | |
| 1958    | 1959     | Adrien Silvain                     |           | |
| 1959    |          | Robert Collin                      |           | |
| 1959    | 1965     | Jean Morizot                       |           | Commerçant |
| 1965    | 1974     | Paul Barreau                       | PS        | Pharmacien Conseiller général |
| 1974    | 1977     | Robert Chapuis                     |           | |
| 1977    | 1983     | Louis Gas                          |           | |
| 1983    | 1989     | Georges Gaumy                      |           | Pharmacien |
| 1989    | 1995     | Marie-Madeleine Silvain            | UDF       | Conseillère générale (1988-1994) |
| 1995    | 2001     | Christian Paul                     | PS        | Député Secrétaire d'État |
| 2001    | 2021     | Fabien Bazin (d),                  | PS        | Conseiller général du canton de Lormes Conseiller départemental du canton de Corbigny, Président de Nièvre Numérique, Suppléant de la sénatrice Anne Emery-Dumas Président du Conseil départemental (depuis 2021) |
| 2021    | en cours | Christian Paul                     | PS        | |